# Muhamet Hamiti

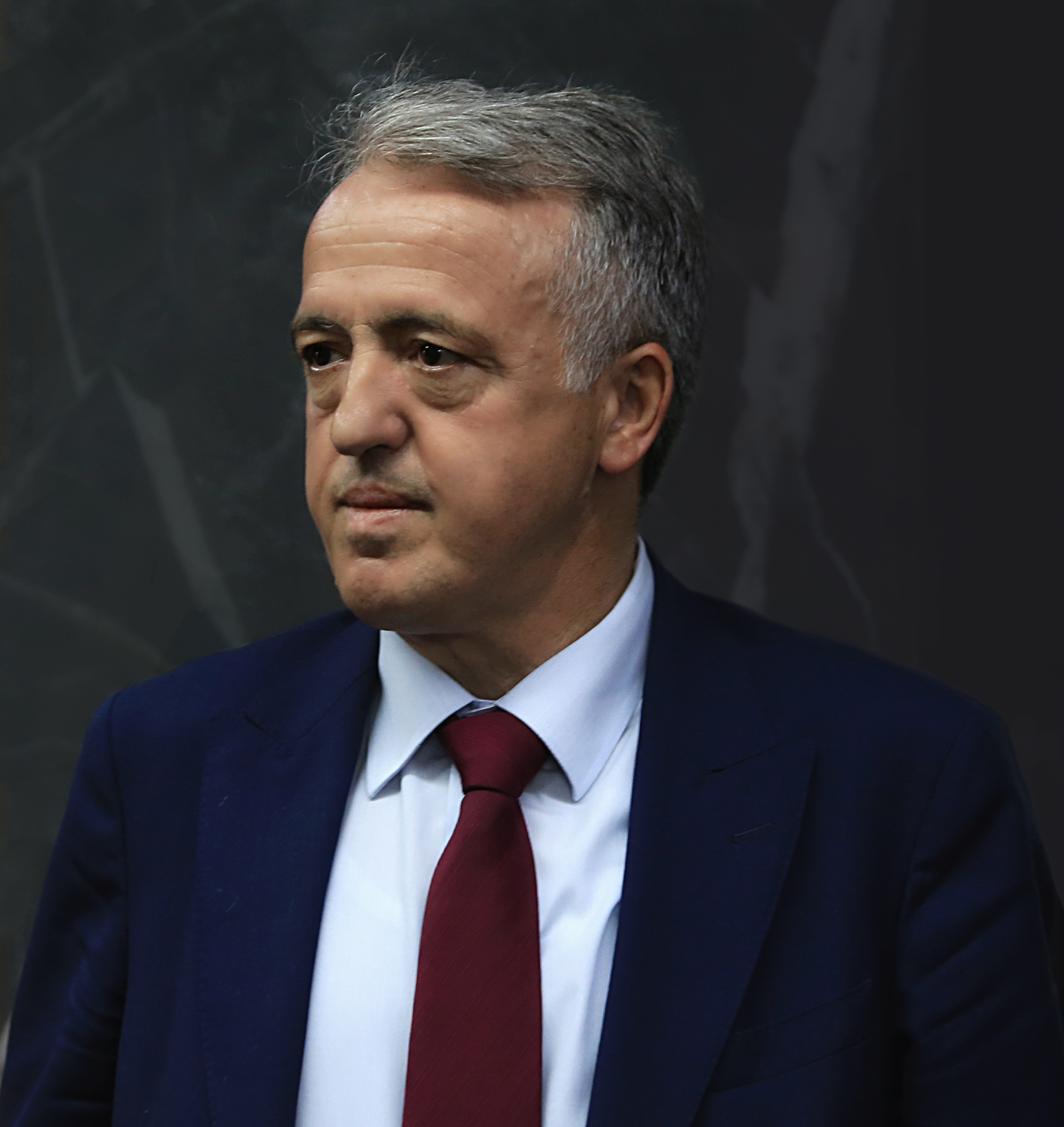
Muhamet Hamiti (November 2021)

Dr. Muhamet Hamiti (* 12. Februar 1964 in Podujevo, SFR Jugoslawien, heute Kosovo) ist ein kosovarischer Diplomat.
Der aus einer Akademikerfamilie stammende Hamiti unterrichtete englische Literatur an der Universität Priština. Nach den politischen Entwicklungen in den Jahren 1989 und 1990 entschied er sich dazu, in die Politik zu wechseln.
Während der 1990er Jahre arbeitete er im Kosova Information Centre, einer Nachrichtenagentur, die die kosovarischen Interessen auf der internationalen Bühne darstellen sollte. Hamiti arbeitete ebenfalls eng mit Ibrahim Rugova zusammen und wurde dessen Medienberater. Später, als Rugova 2002 Präsident wurde, wurde Hamiti dessen Pressesprecher.
Nach der Aufnahme diplomatischer Beziehungen zwischen dem Vereinigten Königreich und der Republik Kosovo wurde Hamiti Oktober 2008 Geschäftsträger a. i. an der kosovarischen Botschaft in London. Ein Jahr später wurde er zum Botschafter berufen. Seit Februar 2010 ist Hamiti ebenfalls als nicht-residierender Botschafter in Neuseeland akkreditiert. Er ist verheiratet und hat zwei Kinder.